# خانه روغنی (صفویه)
خانه روغنی مربوط به دوره صفویه است و در اصفهان، سبزه میدان ‌هارونیه، جنب آسیاب نعمت  واقع شده و این اثر در تاریخ ۷ مهر ۱۳۵۴ با شمارهٔ ثبت ۱۱۰۳ به‌عنوان یکی از آثار ملی ایران به ثبت رسیده‌است.